# 超級碧姬公主
《超級碧姬公主》是一款由东星软件开发并由任天堂发行在任天堂DS平台上的平台動作遊戲。本作是碧姬公主繼1990年於LCD手錶遊戲平台Nelsonic Game Watch發行的《Princess Toadstool's Castle Run》後第二款可操控角色的瑪利歐系列遊戲。遊戲於2005年10月20日在日本率先发售，2006年2月27日在北美发售，5月26日在欧洲发售。

## 故事
碧姬公主外出散步時，庫巴和慢慢龜帶著震動杖佔領了她的城堡，俘虜了瑪利歐、路易吉和奇諾比奧。碧姬公主回來後，她發現她的城堡守衛情緒各異，有悲傷、快樂或憤怒。碧姬公主隨後決定營救過去曾多次救過她的瑪利歐、路易吉和奇諾比奧。在她離開之前，奇諾爺爺斯給了她一把神奇的智能雨傘，名叫佩里，他最近從商人那裡購買的。佩里主動提出幫助碧姬公主踏上旅途。佩里在被奇諾爺爺收購之前的故事在多個夢境序列中都有體現。無論如何，當碧姬公主遊歷整個Vibe Island時，佩里在許多情況下都被證明是一個非常有用的盟友。

## 玩法

### Vibe Island
Vibe Island是超級碧姬公主的世界地圖，由八個地點（或世界）組成：
- Ladida Plains：一個普通的草原世界，常見的是普通敵人。
- Hoo's Wood：一個以森林為主題的世界，常見的敵人是通用的。
- Shriek Mansion：一個以大廈為主題的世界，幽靈和悲傷的敵人很常見。
- Fury Volcano：一個火山/熔岩世界，火和憤怒的敵人很常見。
- Wavy Beach：一個以海灘為主題的世界，常見的敵人是通用的。
- Gleam Glacier：一個冰雪世界，悲傷和憤怒的敵人很常見。
- Giddy Sky：一個空中的、多雲的、以天空為主題的世界，平靜而快樂的敵人很常見。
- Bowser's Villa：庫巴城堡，最終世界，有各種類型的敵人。

### 碧姬公主的共鳴
在遊戲過程中，玩家可以幫助碧姬公主觸發四種振動能力中的一種，前提是她在 Vibe Gauge 中有足夠的能量（位於 Nintendo DS 的左上角畫面，在她的主要生命值下方）這樣做。為了做到這一點，底部螢幕上有四個彩色心形面板，每個面板代表一種特定的氛圍。玩家可以點擊它們，讓碧姬公主執行每個振動能力的相關動作。

## 外部連結
- 官方網站 （页面存档备份，存于）（日語）
- 《超級碧姬公主》 （页面存档备份，存于）在任天堂北美的页面（英文）